# Виттунг-Стафсхеде, Пернилла
Пернилла Виттунг-Стафсхеде (швед. Pernilla Wittung-Stafshede; род. 31 августа 1968, Умео, Швеция) — шведский биофизик, химик, профессор в Технологическом университете Чалмерса в Гётеборге.

## Биография

### Образование
Пернилла Виттунг-Стафсхеде получила степень магистра наук инженерии в Технологическом университете Чалмерса, а в 1996 году под руководством Бенгта Нурдена стала доктором наук.

### Деятельность
После получения степени кандидат наук она работала двенадцать лет в США в Калифорнийском технологическом институте, институте Бекмана в Пасадене (Калифорния; 1997—1998), Университете Тулейна в Новом Орлеане (Луизиана; 1999—2003) и Университете Райса в Хьюстоне (Техас; 2004—2008).
В 2008 году она вернулась в Швецию на должность профессора в университет Умео. С сентября 2015 года она была профессором Технологического университета Чалмерса и являлась руководителем отдела химической биологии. Она руководит исследовательской группой, которая специализируется на изучении биофизических свойств белков; как белки, транспортирующие металл, так и белки, которые неправильно сворачиваются и накапливаются. Исследования являются фундаментальной наукой, однако имеют связь с такими заболеваниями как: болезнь Альцгеймера и Паркинсона.
В 2010 году Пернилла Виттунг-Стафсхеде была одной из десяти исследователей в Швеции, которая была удостоена звания «Стипендиата Валленберга» с пятилетним грантом, предоставленным Фондом Кнута и Алисы Валленберг.
В 2017 году была избрана членом совета биофизического общества (БПС).